# Burundi na Mistrzostwach Świata w Lekkoatletyce 2009
Burundi na Mistrzostwach Świata w Lekkoatletyce 2009 – reprezentacja Burundi podczas czempionatu w Berlinie liczyła tylko 2 zawodników.

## Występy reprezentantów Burundi

### Mężczyźni
- Bieg na 5000 m
  - Etienne Bizamana czasem 14:06,02 ustanowił swój rekord życiowy i zajmując 33. miejsce w eliminacjach nie awansował do finału

### Kobiety
- Bieg na 5000 m
  - Pauline Niyongere czasem 16:33,77 ustanowiła swój rekord życiowy i zajmując 21. miejsce w eliminacjach nie awansowała do finału